# Lawrence Timmons

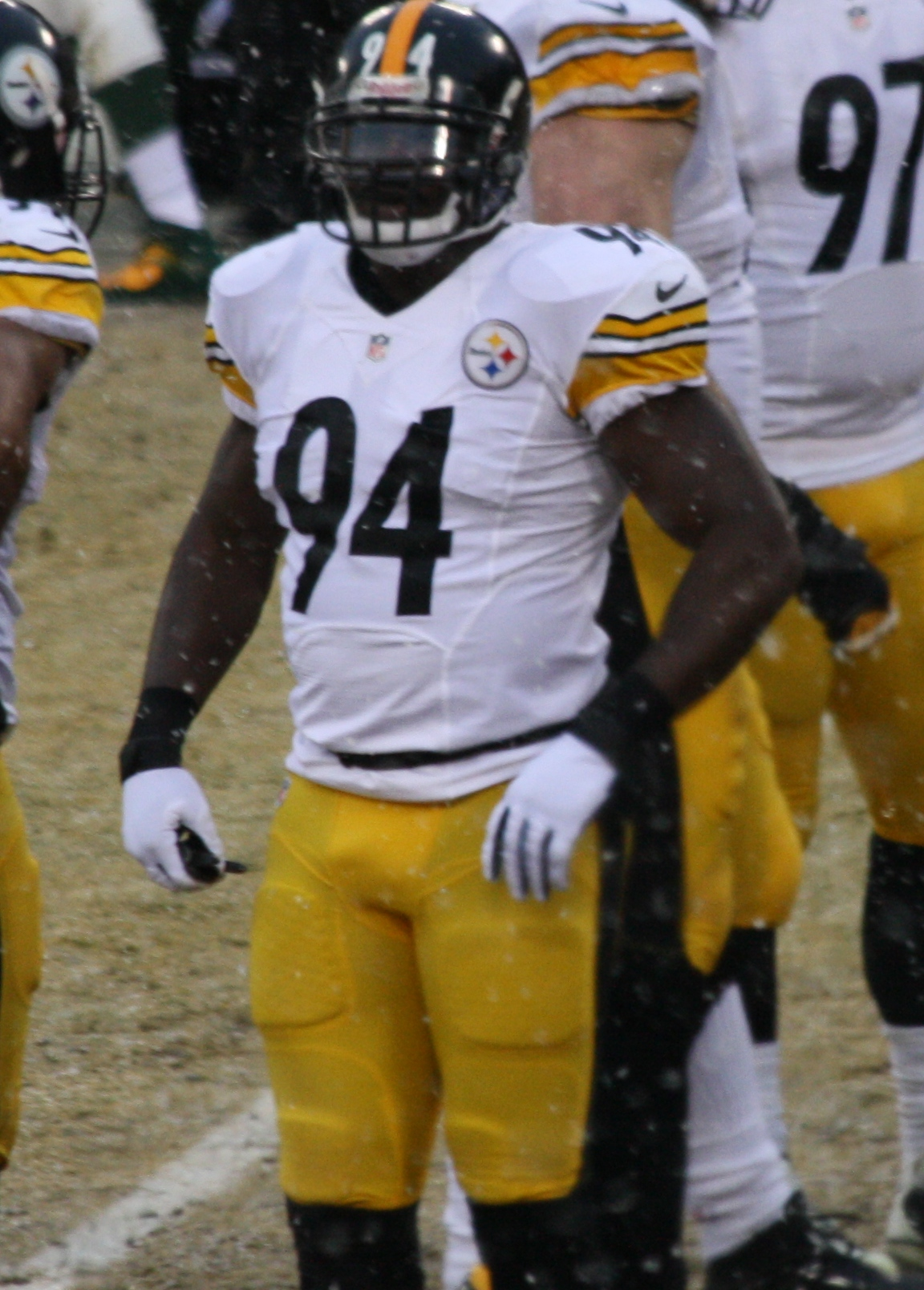
Lawrence Timmons em 2013

Lawrence Olajuwon Timmons (nascido em 14 de maio de 1986, em Florence, Carolina do Sul) é um jogador de futebol americano que joga pelo Miami Dolphins da National Football League (NFL). Ele foi recrutado pelo Pittsburgh Steelers na primeira rodada do 2007 NFL Draft. Mais tarde, ele ganharia o Super Bowl XLIII com os Steelers sobre os Arizona Cardinals. Ele jogou futebol universitário estado da Flórida.